# Edith Nylon
Edith Nylon war eine einflussreiche französische New-Wave-Band zu Beginn der 1980er Jahre, die von Sängerin Mylène Khaski, ihrem Bruder Zako Khaski und zwei weiteren Mitgliedern gegründet wurde.

## Geschichte
Aus der Band The Worms hervorgegangen, wechselte diese im Juli 1978 ihren Namen in Edith Nylon, einer Kombination der Namen von Édith Piaf und der New Yorker Künstlerin Judy Nylon.
Die erste Single-Veröffentlichung Edith Nylon von 1979 war ein großer Erfolg und repräsentativer Vorläufer für spätere französische New-Wave-Bands. Es folgte im selben Jahr die ebenfalls selbstbetitelte erste LP-Veröffentlichung. Bei einigen Konzerten von The Police spielte Edith Nylon als Vorband. Spätere Veröffentlichungen konnten nicht an den frühen Erfolg anknüpfen, so dass sich nach dem in London aufgenommenen letzten Studio-Album Echo, bravo die Band 1982 auflöste.
Mylène Khaski, die seinerzeit als eine französische Nina Hagen bezeichnet wurde, verließ später Frankreich, um in den USA zu arbeiten. 2003 wurde die Debüt-LP plus 5 Bonus-Songs auf CD wiederveröffentlicht.

## Diskografie

### Alben
- 1979: Edith Nylon (CBS)
- 1980: Johnny Johnny (CBS)
- 1982: Echo, Bravo (Doppel-LP, Chiswick)

### Singles
- 1979: Edith Nylon (CBS)
- 1979: Femmes sous cellophane (CBS)
- 1979: Tank (CBS)
- 1980: Quatre essais philosophiques (Maxi, CBS)
- 1980: Cinemascope (CBS)